# Marsdenia dregea
Marsdenia dregea là một loài thực vật có hoa trong họ La bố ma. Loài này được (Harv.) Schltr. mô tả khoa học đầu tiên năm 1913.